# Kurugeriş, Espiye
Kurugeriş là một xã thuộc huyện Espiye, tỉnh Giresun, Thổ Nhĩ Kỳ. Dân số thời điểm năm 2011 là 451 người.